# Circuit du Bourbonnais (cyclisme)
Pour les articles homonymes, voir Circuit du Bourbonnais.
Le Circuit du Bourbonnais est une course cycliste française, organisée de 1925 à 1942 essentiellement à Montluçon dans le département de l'Allier en région Auvergne-Rhône-Alpes. 
Le Bourbonnais est une ancienne province ayant pour chef-lieu Moulins, son territoire correspond approximativement au département de l'Allier, mais certaines portions se trouvent réparties dans des départements voisins, comme le Puy-de-Dôme et le Cher.
L'édition de 1942 a été disputée à Vichy.

## Palmarès
| Année | Vainqueur            | Deuxième          | Troisième          |
| ----- | -------------------- | ----------------- | ------------------ |
| 1925  | Eugène Christophe    | Georges Detreille | Georges Leblanc    |
| 1926  | Eugène Christophe    | Georges Leblanc   | Robert Gerbaud     |
| 1927  | Julien Moineau       | René Deguai       | ?                  |
| 1929  | Marcel Mazeyrat      | Alfred Monnet     | Louis Grillot      |
| 1930  | Benoît Faure         | Marcel Mazeyrat   | Ernest Neuhard     |
| 1931  | Hubert Opperman      | Marius Guiramand  | Marcel Mazeyrat    |
| 1933  | Lucien Batel         | Henri Bergerioux  | André Devaux       |
| 1934  | Jean Monpied         | Jean Gouttesolard | Georges Beaumont   |
| 1935  | Pierre Medinger      | Henri Poméon      | Robert Godard      |
| 1936  | Rémi Decroix         | André Auville     | Adrien Buttafocchi |
| 1937  | Antoine Arnaldi      | Fabien Galateau   | Jean Gaudry        |
| 1938  | Henri Bergerioux     | Robert Godard     | Paul Rossier       |
| 1941  | Georges Damiens      | Fernand Girardeau | Henri Fouix        |
| 1942  | Camille Danguillaume | Charles Bouvet    | Georges Damiens    |